# Значение
Значе́ние (в семиотике):
- объект, который обозначается, замещается, репрезентируется другим объектом — знаком;
- между двумя объектами, выступающими соответственно в роли знака (названия) и значения, в процессе семиозиса устанавливается отношение обозначения.[1]

## Обзор
Например, значение слова «метро» — это городской транспорт, использующий выделенные электрифицированные трассы. Значениями могут быть не только материальные объекты (предметы), но и нематериальные объекты (например, музыкальные, литературные и другие подобные им произведения, числа, математические соотношения и другие понятия). Значения могут быть не только у слов, но и у словосочетаний, языковых выражений, разного рода символов и знаков (например, цифр, математических знаков, дорожных знаков).
Значением языкового выражения является тот предмет, который словесно зафиксирован в сознании человека. Например, значением слова «Луна» является определённое небесное тело, естественный спутник Земли. В самом широком смысле значение языкового выражения И. С. Нарский определяет как информацию о вещах и их свойствах и отношениях, о явлениях и процессах внешнего мира, устанавливаемую и проверяемую в конечном счёте практикой.
В математической логике понятие «значение» относится к символу, который обозначает как конкретные величины, так и определённые операции с величинами. Значение символа — это, например, функция, которая названа данным символом. Например, значением символа «∧» является логическая операция, связывающая две или более высказываний функтором «и», в результате которой порождается новое высказывание.
В логической семантике под значением понимают объект, сопоставляемый при интерпретации некоторого естественного или искусственного языка любому его выражению, выступающему в качестве имени. Таким объектом может быть как вещь, так и мысль о вещи, поэтому в логической семантике говорят о двух основных видах значения: экстенсиональное значение (предмет или класс предметов, обозначаемых данным выражением) и интенсиональное значение (смысл выражения).
Когда значение данного языкового выражения соотносится со значением других языковых выражений или с предметной областью, тогда выясняется смысл языкового выражения, то есть то, в силу чего данное выражение относится к этому именно объекту, а не к какому-либо другому объекту. Проблемы значения и смысла рассматриваются в трудах Г. Фреге, Ч. Пирса, Б. Рассела, Р. Карнапа.
Значение — превосходное определение объекта, субъекта, отражающее всю его ценность и его характеристики.
У слов различают лексическое значение — соотнесённость звуковой оболочки слова с соответствующими предметами или явлениями объективной действительности, и грамматическое значение — значение, выражаемое словоизменительной морфемой (грамматическим показателем).
Содержание, связываемое с тем или иным выражением (слова, предложения, знака и т. п.) некоторого языка. Значение языковых выражений в языкознании, логике и семиотике.